# Schwarzwaldmädel (operette)
Schwarzwaldmädel (ook wel Das Schwarzwaldmädel) is een operette in drie  bedrijven van Leon Jessel. Het libretto is van August Neidhart. De handeling speelt zich voornamelijk af in het fictieve dorpje Sankt Christof in het Zwarte Woud. De operette werd voor het eerst opgevoerd op 25 augustus 1917 in Berlijn.

## Inhoud

### Eerste bedrijf
De ijverzuchtige en manzieke Malwine von Hainau irriteert haar geliefde Hans zo erg dat hij besluit om met zijn vriend Richard enige rust te vinden in het Zwarte Woud. Beiden belanden in Sankt Christof, een onooglijk dorpje met toch een reusachtige domkerk. Daar zijn de voorbereidingen voor het plaatselijke  Ceciliafeest in volle gang. Hans en Richard geven zich uit voor straatmuzikanten en de muziekminnende domkapelmeester biedt hen onderdak aan. De rust van Hans is echter van korte duur, want Malwine heeft intussen ontdekt waar haar geliefde uithangt. Haar pogingen om Hans weer voor zich te winnen mislukken, want intussen is hij verliefd geworden op Bärbele, de jonge huishoudster van domkapelmeester Blasius Römer. De oude domkapelmeester heeft ook heimelijke gevoelens voor Bärbele, maar die voelt enkel een vaderlijke liefde voor hem.  

### Tweede bedrijf
De handeling speelt zich af in de "Blauen Ochsen", de plaatselijke herberg. Na de dienst ter ere van de  Heilige Cecilia hebben de dorpelingen zich hier verzameld om te feesten en te dansen. Ondanks de goedmoedige waarschuwingen heeft de kapelmeester beslist om hier Bärbele een huwelijksaanzoek te doen, maar hij is ontstemd als hij merkt hoe zijn geliefde Bärbele flirt met zijn twee "straatmuzikanten".
Tijdens de traditionele Ceciliapolka, waarbij de vrouwen mogen uitnodigen, laat hij Bärbele een blauwtje lopen, want dansen is onverenigbaar met zijn kerkelijke ambt. Een paar jonge kerels beginnen daarop Bärbele te bespotten. Als ze dan ook nog uitgescholden wordt voor heks kan Hans zich niet langer bedwingen en er ontstaat een ware vechtpartij. Met de grootste moeite kan de waard van de herberg de rust herstellen.

### Derde bedrijf
De burgemeester van Sankt Christof probeert uit te vinden wie de vechtpartij is begonnen, maar hij kan enkel ontdekken dat Malwine von Hainau zich intussen verloofd heeft met Richard. Bärbele krijgt goed en slecht nieuws: haar vader is overleden, maar heeft haar wel een aanzienlijk fortuin nagelaten. Wanneer dit nieuws Blasius Römer ter ore komt, geeft hij zijn pogingen op om Bärbele een aanzoek te doen uit angst voor een fortuinjager uitgescholden te worden.
Wanneer Bäbele hem dan ook nog komt vertellen dat ze de liefde van haar leven in Hans gevonden heeft, blijft hij dieptreurig achter.  

## Opvoeringen en verfilmingen
Tussen 1917 en de opkomst van het nationaalsocialisme in 1933 werd de operette ruim 6000 keer opgevoerd. De operette was geliefd bij Hitler en Himmler, zodat er tot in 1937 nog een schaarse opvoering kon worden gepland.
In 1920 verscheen Schwarzwaldmädel reeds als stomme film. Ook in 1929 en 1933 verschenen er verfilmde versies, maar de grote doorbraak als film kwam er in 1950 in de aangepaste versie van Hans Deppe. Bewerkingen voor televisie zagen het licht in 1961 en 1973. In december 2019 werd Schwarzwaldmädel nog opgevoerd door het  Meininger  Staatstheater.